# خوبيار
خوبيار (بالفارسية: خوبیار) هي مستوطنة تقع في قسم تشاراويماق المركزي في إيران. يقدر عدد سكانها بـ 24 نسمة .